# Парохије Андоре
Андора се састоји од седам заједница које се зову парохије (кат. parròquies). Традиционално је постојало шест парохија, али је 1978. уведена и парохија Ескалдес-Енгордани.
Неке парохије имају даљу поделу. Ордино, Ла Масана и Сент Ђулија де Лорија се деле на квартове а Канило је подељен на 10 насеља. Ове поделе се поклапају са поделом на села од којих се састоје.
Свака парохија бира свог градоначелника који се налази на челу локалне владе која се зове кому (кат. comú).

## Парохије
| # | Парохија             | Површина км² | Становништво | Становништво | Становништво |
| # | Парохија             | Површина км² | 1990         | 2000         | 2007         |
| 1 | Канило               | 121          | 1.290        | 2.706        | 5.422        |
| 2 | Енкамп               | 74           | 7.119        | 10.595       | 14.029       |
| 3 | Ордино               | 89           | 1.289        | 2.283        | 3.685        |
| 4 | Ла Масана            | 65           | 3.868        | 6.276        | 9.357        |
| 5 | Андора ла Веља       | 12           | 19.022       | 21.189       | 24.574       |
| 6 | Сан Жулија де Лорија | 60           | 6.012        | 7.623        | 9.595        |
| 7 | Ескалдес-Енгордани   | 47           | 12.235       | 15.299       | 16.475       |
|   | Андора               | 468          | 50.835       | 65.971       | 83.137       |